# Обитель ревности
«Обитель ревности, или Арденнский лес» (исп. La casa de los celos y selvas de Ardenias) — комедия испанского писателя Мигеля де Сервантеса, опубликованная в 1615 году в составе сборника «Восемь комедий и восемь интермедий, новых, ни разу не представленных на сцене». Время её написания неизвестно.
Пьесу относят к «рыцарским комедиям». В основу её сюжета легли первые песни поэмы Маттео Боярдо «Влюблённый Роланд», к которым добавились отдельные мотивы поэмы Лодовико Ариосто «Неистовый Роланд». Действие происходит при дворе Карла Великого, куда приезжает красавица Анжелика, дочь царя Катая Галафрона. Она вызывает французских рыцарей на бой со своим братом Аргалием, которому принадлежит волшебное копьё.
Некоторые исследователи относят «Обитель ревности» к ранним произведениям Сервантеса. Возможно, это переделка его пьесы «Лес любви», упомянутой в «Добавлении к „Парнасу“» и написанной между 1581 и 1587 годами. Сторонники этой версии считают аргументами в её пользу определённую архаичность стиля, несообразности в тексте, аллегоризм, характерный для драмы «Нумансия», но не для поздних пьес Сервантеса, включение в текст двух сонетов, которые приводятся и в первом томе «Дон Кихота». К тому же как раз в 1580-х годах появились испаноязычные переработки поэм Боярдо и Ариосто, вышел роман Сервантеса «Галатея», к которому восходят пасторальные мотивы «Обители ревности».
По другим версиям, пьеса была написана в последние годы жизни автора — в 1614 или даже в 1615 году, накануне публикации сборника.